# Иоанн Новый
Иоа́нн Но́вый из Я́нины (ок. 1496 — 1526) — христианский святой, почитается в лике святых как мученик. Память в православной церкви — 18 апреля (1 мая).

## Жизнеописание
Иоанн родился в городе Янине, греческая область Эпир, в христианской семье. В юности осиротел, после чего отправился в Константинополь, где на оставшиеся ему от родителей средства приобрёл небольшую торговую лавочку на городском базаре, занимался ремеслом.  Константинополь в те времена уже принадлежал туркам-османам, которые притесняли христиан. Многие торговцы и ремесленники во избежание проблем переходили в ислам. Иоанн же не только не желал менять веру, но и убеждал новообращённых мусульман вернуться к прежней вере, а также поддерживал тех, кто оставался верен христианству.
Новообращённым мусульманам не нравилась религиозная деятельность Иоанна, и он, зная об этом, готов был принять мученическую смерть. Во время Великой пятницы он пошёл к своему духовному отцу и попросил благословение на мученическую гибель. Его духовник посоветовал ему поститься и молиться, чтобы без страха принять смерть и остаться твёрдым в своей вере. Иоанн исполнил совет духовника. В ночь Великой субботы ему приснился вещий сон, в котором он сгорает. Иоанн принял Святые Дары и испросил своего духовника благословение идти на подвиг.
Придя на рынок, Иоанн узнал, что ремесленники, обращённые в ислам, распространяют слух, что он пообещал отречься от своей веры и стать мусульманином, однако обещания он не выполняет. Иоанн во всеуслышание заявил, что никогда не отрекался и не отречётся от Христа. Его предали суду. Судья, знавший Иоанна и считавший его мастером своего дела, убеждал его отречься от своей веры и принять новую. Иоанн ответил отказом. Он был заключён в темницу, где его морили голодом, не давали воды и пытали. В конце концов, Иоанна приговорили к сожжению. Иоанн смело вошёл в центр горящего костра, и когда его мучители увидели это, они впали в ярость, стащили его с костра и отрубили ему голову, а затем обезглавленного праведника сожгли на костре. Останки Иоанна были собраны христианами и перенесены в соборный храм.

## Память
- В православной церкви память Иоанна Нового совершается 18 апреля (1 мая).